# Louis Gougenot
Louis Gougenot (14 mars 1719, Paris - 24 septembre 1767, Paris) est un magistrat, ecclésiastique et homme de lettres français, protecteur des arts.

## Biographie
Fils de Georges Gougenot (1664-1748), seigneur de Croissy, écuyer et secrétaire des commandements du duc de Bourbon et tuteur onéraire du prince et de la princesse de Condé, il fut destiné tôt à la magistrature et débuta comme conseiller au Châtelet de Paris. Il devint prieur commendataire de Maintenay, abbé commendataire de Saint-Pierre de Chezal-Benoît et conseiller au Grand Conseil de France.
Il fut admis comme membre de l'Académie royale de peinture et de sculpture et de l'Académie de peinture et de sculpture de Marseille.
Protecteur de Jean-Baptiste Greuze et de Jean-Baptiste Pigalle, il avait amené avec lui Greuze en Italie, lorsqu'il était encore jeune (du 22 septembre 1755 au 9 juillet 1756), et avait pris à ses frais tous les tableaux qu'il y avait peints. Il continua par la suite à le conseiller et à le financer, comme il le fit avec Pigalle.
Il fut entre autres le biographe officiel de Jean-Baptiste Oudry, de Robert Le Lorrain, de Coustou le jeune.

## Publications

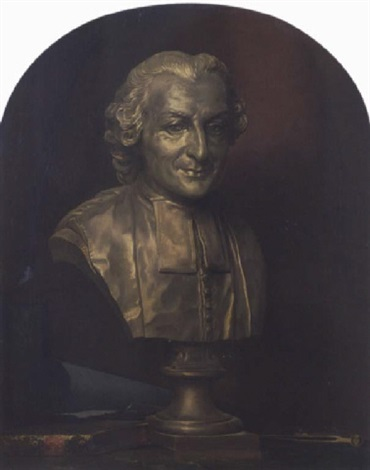
Un tableau représentant le buste en bronze de l'abbé Gougenot, par Alexander Roslin.

- Lettre sur la peinture, sculpture et architecture. A M.*** (1748)
- Lettre sur la peinture, la sculpture et l'architecture. A M*** Seconde édition, revuë & augmentée de nouvelles Notes, & de réflexions sur les Tableaux de M. de Troy. (1749)
- Description du Palais d'Orléans ou du Luxembourg accompagnée de Jugemens tant sur son architecture que sur les différentes curiosités qu'il renferme (1750)
- Divers habillements suivant le costume d'Italie: dessinées d'après nature (1768)
- Vie de Robert Le Lorrain
- Vie de M. Galloche, Peintre et Chancelier de l'Académie Royale de Peinture et de Sculpture
- Vie de M. Oudry, peintre et professeur de l'Académie royale de Peinture et de Sculpture
- Éloge de M. Coustou le Jeune
- Éloge de Salle, avocat au Parlement, de l'Académie de Berlin
- L'Exposition des tableaux du roi au Luxembourg en 1750
- Mémoires inédits sur les membres de l'Académie royale de peinture et de sculpture
- Voyages dans différentes contrées de France et d’Italie, édition établie et annotée par Antoine Chatelain, avant-propos de Gilles Bertrand, Paris, Editions Des Cendres, 2023, 3 vol.

### Sources
- « Gougenot (Louis) », dans Pierre Larousse, Grand dictionnaire universel du XIXe siècle, Paris, Administration du grand dictionnaire universel, 15 vol., 1863-1890 [détail des éditions].
- Notice sur l'abbé Gougenot, Revue universelle des arts, 1855
- Charles-Théodore Beauvais, Antoine-Alexandre Barbier, Biographie universelle classique: ou, Dictionnaire historique portatif, Volume 2, 1829
- Nicolas-Toussaint Des Essarts, Les siècles littéraires de la France, Volume 3, 1800
- Eustache-Marie Courtin, Encyclopédie moderne, ou Dictionnaire abrégé des hommes et des choses, des sciences, des lettres et des arts: avec l'indication des ouvrages où les divers sujets sont développés et approfondis, Volume 12, 1829
- Mémoires secrets de Bachaumont de 1762 à 1787, Volume 3
- Le nécrologe des hommes célèbres de France, 1768